# 伊琳娜·肖洛霍娃
伊琳娜·肖洛霍娃（俄语：Ирина Шорохова，1997年1月12日—），俄羅斯女子羽毛球運動員。

## 簡歷
2016年11月，伊琳娜·肖洛霍娃出戰以色列夏瑣羽毛球國際賽，除與克里斯蒂娜·维尔维奇合作贏得女子雙打冠軍外，個人亦拿得女子單打亞軍。

## 主要比賽成績
只列出曾進入準決賽的國際賽事成績：
| 年份   | 賽事                   | 公開賽級別 | 項目     | 拍檔                | 成績 |
| ------ | ---------------------- | ---------- | -------- | ------------------- | ---- |
| 2016年 | 以色列夏瑣羽毛球國際賽 | 未來系列賽 | 女子單打 | －                  | 亞軍 |
| 2016年 | 以色列夏瑣羽毛球國際賽 | 未來系列賽 | 女子雙打 | 克里斯蒂娜·维尔维奇 | 冠軍 |

| 2007-2017年 | 首要超級賽 | 超級賽 | 黃金大獎賽 | 大獎賽 | 國際挑戰賽 | 國際系列賽 | 未來系列賽 | 其他 |

| 2018-2026年 | 總決賽 | 超級1000賽 | 超級750賽 | 超級500賽 | 超級300賽 | 超級100賽 | 國際挑戰賽 | 國際系列賽 | 未來系列賽 | 其他 |